# Straight Shooter
Straight Shooter ist ein deutscher Actionfilm von Regisseur Thomas Bohn aus dem Jahr 1999.

## Handlung
Die Tochter des ehemaligen Fremdenlegionärs Volker Bretz ist an Leukämie gestorben. Bretz gibt dem in der Nähe befindlichen Kernkraftwerk Atar II die Schuld. Er versucht die Abschaltung der Anlage durch Erpressung durchzusetzen. Der ausgebildete Scharfschütze mit dem Kampfnamen Straight Shooter bedroht Politiker und bekannte Personen der Wirtschaft. Die deutschen Behörden holen den US-Amerikaner Frank Hector, der in England als Zuhälter und Betreiber eines Nachtclubs lebt, nach Deutschland zu Hilfe, weil Hector der Ausbilder und militärische Vorgesetzte von Bretz in der Fremdenlegion war.

## Kritik
Für den Filmdienst ist der Film ein „in suggestiven (Genre-)Bildern durchaus spannend entwickelter Thriller, der zugunsten einer atmosphärischen Stimmigkeit weitgehend auf eine Handlungslogik verzichtet. Der Versuch, dem permanenten Einsatz von Gewalt und Gegengewalt einen philosophisch-„moralischen“ Überbau beizuordnen, scheitert indes kläglich“.
„Straight Shooter ist ein kompromißloser Psychokrimi über das Duell zweier Männer, die einst zusammen durch die Hölle gingen und Jahre später – auf verschiedenen Seiten des Gesetzes – erneut zusammengeführt werden.“

## Hintergrund
Für Produzent Joseph Vilsmaier war dies das erste Projekt, an dem er „nur“ als Produzent beteiligt war. Bisher hatte er immer auch als Kameramann und/oder als Regisseur mitgewirkt, außer bei Filmen seiner Ehefrau Dana Vávrová, für die er auch ausschließlich als Produzent fungierte.
Regisseur Bohn wollte Harvey Keitel für die Rolle des amerikanischen Ausbilders verpflichten. Keitel war vom Drehbuch sehr begeistert und hätte die Rolle auch gerne angenommen, wenn ihn ein anderes zwischenzeitliches Engagement nicht verhindert hätte.
Gedreht wurde der Film in Köln, Düsseldorf und Duisburg.

## Soundtrack
1. Münchner Symphoniker – Theme (Original Score Version)
2. Such a Surge – Unter Null
3. Front 242 – Headhunter 2000 (Space Frog Remix)
4. Syrinx 2600 – O-On
5. Project Pitchfork – Sin
6. Saafi Brothers – On Air
7. Einstürzende Neubauten – Für wen sind die Blumen
8. Guano Apes – 360° Alien Drop (Kaleve Remix)
9. Münchner Symphoniker – Liebe & Tod (Original Score Version)
10. Armageddon Dildos – Straight Shooter
11. Project Pitchfork – Teardrop
12. Münchner Symphoniker – Der Shooter (Original Score Version)
13. HIM – Your Sweet 666
14. Wolfsheim – Sleep Somehow (Remix)[3]